# Sean O'Loughlin (componist)
Sean O'Loughlin (1972) is een Amerikaans componist, dirigent en arrangeur.

## Levensloop
O'Loughlin groeide op in Syracuse. Hij studeerde aan de Syracuse University in Syracuse bij onder anderen Larry Clark en behaalde zijn Bachelor of Music. Vervolgens studeerde hij aan het bekende New England Conservatory in Boston en behaalde zijn Master of Music.
Hij was gastdirigent bij bekende orkesten binnen de Verenigde Staten en Canada, zoals het Boston Pops Orchestra, het Hollywood Bowl Orchestra, het Minnesota Orchestra, het Vancouver Symphony Orchestra, het Atlanta Symphony Orchestra, het Baltimore Symphony Orchestra, het Houston Symphony Orchestra en het Seattle Symphony Orchestra. Als assistent-dirigent en arrangeur was hij werkzaam bij de productie van Sgt. Pepper Live in Las Vegas met de band "Cheap Trick".
Als componist is hij werkzaam voor verschillende genres en kreeg al opdrachten van het Boston Pops Orchestra, het Los Angeles Philharmonic Orchestra en het Hollywood Bowl Orchestra. Maar ook voor bekende groepen, zangeressen en zangers en instrumentalisten zoals Sarah McLachlan, Gloria Estefan, Itzhak Perlman, Natalie Merchant, Blue Man Group, Chris Isaak, The Decemberists, Martina McBride en anderen werkte hij als componist. Hij won verschillende prijzen van de American Society of Composers, Authors and Publishers (ASCAP) en was compositie-fellow aan het Henry Mancini Institute in Los Angeles.

## Composities

### Werken voor orkest
- 2012 Legacy
- 2012 Mythos
- 2012 Yosemite Falls
- A Road Less Traveled
- Coming of Age
- Cliffhanger, voor strijkorkest
- Confluence
- Dark Catacombs
- Enchanted Village
- Intensity
- Pursuit of Liberty
- Ruminations
- The Lost Tomb

### Werken voor harmonieorkest
- 2002 Canyon of Heroes, voor koperkwintet en harmonieorkest
- 2003 Vigor
- 2006 Ancient Irish Hymn
- 2006 Unforgotten Friends
- 2008 Burst[1]
- 2008 Huron Trail
- 2008 Impact[2]
- 2008 Mountains of Mohon
- 2008 Redhawk
- 2008 Ruminations
- 2009 Fortitude
- 2009 Ricochet
- 2009 Supremacy
- 2010 Holiday Portraits
- 2010 Jam
- 2010 Mystic Portal[3]
- 2010 Promised Land
- 2010 The Lost Tomb
- 2010 Winds Along The Whippany
- 2011 Emblazon
- 2011 Ironclad
- 2011 Oscillation[4]
- 2012 Legacy
- 2012 Path to Victory
- 2012 Turning Point
- 2012 Unbound
- 2012 Venture
- Accolades
- Achilles' Wrath
- Ancient Hunters
- Arrival at Normandy
- Fantasy of Bells
- Canyon Winds
- Cascades
- Donegal Moors[5]
- Eclipsys
- Enchanted Village
- Insignia, ouverture
- Into the Mist
- Irish Vision
- Landmarks
- Monuments
- Not So Silent Night
- Overlords
- Path of Destiny
- Prophesy
- Radiance
- Relics of the Past
- Resolution
- Sonic Fusion
- Spectral Landscapes
- Spirals of Light[6]
- Spirit of The Sea
- The Blessing
- Tribal Quest
- Urban Invasion
- Visigoths
- Waves of Revolution[7]
- Wigan Warriors

### Kamermuziek
- Frosty the Snowman, voor koperensemble
- Inertia, voor tromboneensemble
- Origins, voor koperensemble